# Suchomasty (zámek)
Suchomasty jsou zámek ve stejnojmenné vesnici jižně od Králova Dvora v okrese Beroun ve Středočeském kraji. Vznikl přestavbou starší tvrze nejspíše ve druhé polovině osmnáctého století. Zámecký areál je chráněn jako kulturní památka.

## Historie

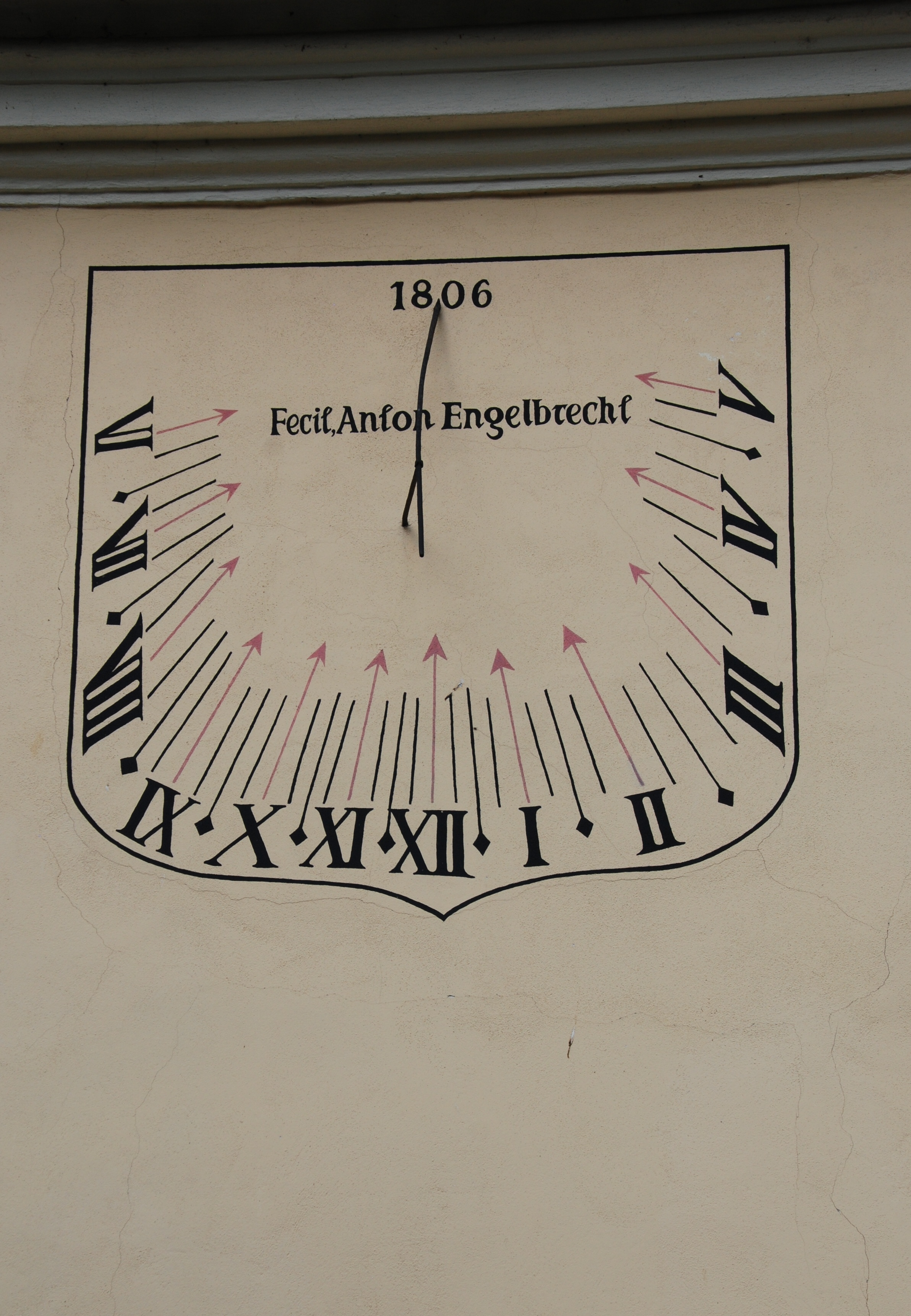
Sluneční hodiny z roku 1806 od berounského hodináře Antonína Engelbrechta

Ve čtrnáctém století v Suchomastech existovalo několik zemanských dvorců, které během první poloviny patnáctého století získal a do jednoho celku sloučil Václav Túšek ze Suchomast. Dalším majitelem spojeného statku se stal okolo roku 1450 Jan Sláma z Býšova.
Už během čtrnáctého století bývala součástí některého statku tvrz, poprvé zmiňovaná v roce 1473, kdy celý statek jako odúmrť připadl králi Vladislavovi II., od nějž ji získal královský kuchmistr Václav Karel ze Svárova. Od té doby měli majitelé statku manskou povinnost v době panovníkovi korunovace držet stráž u jeho komory.

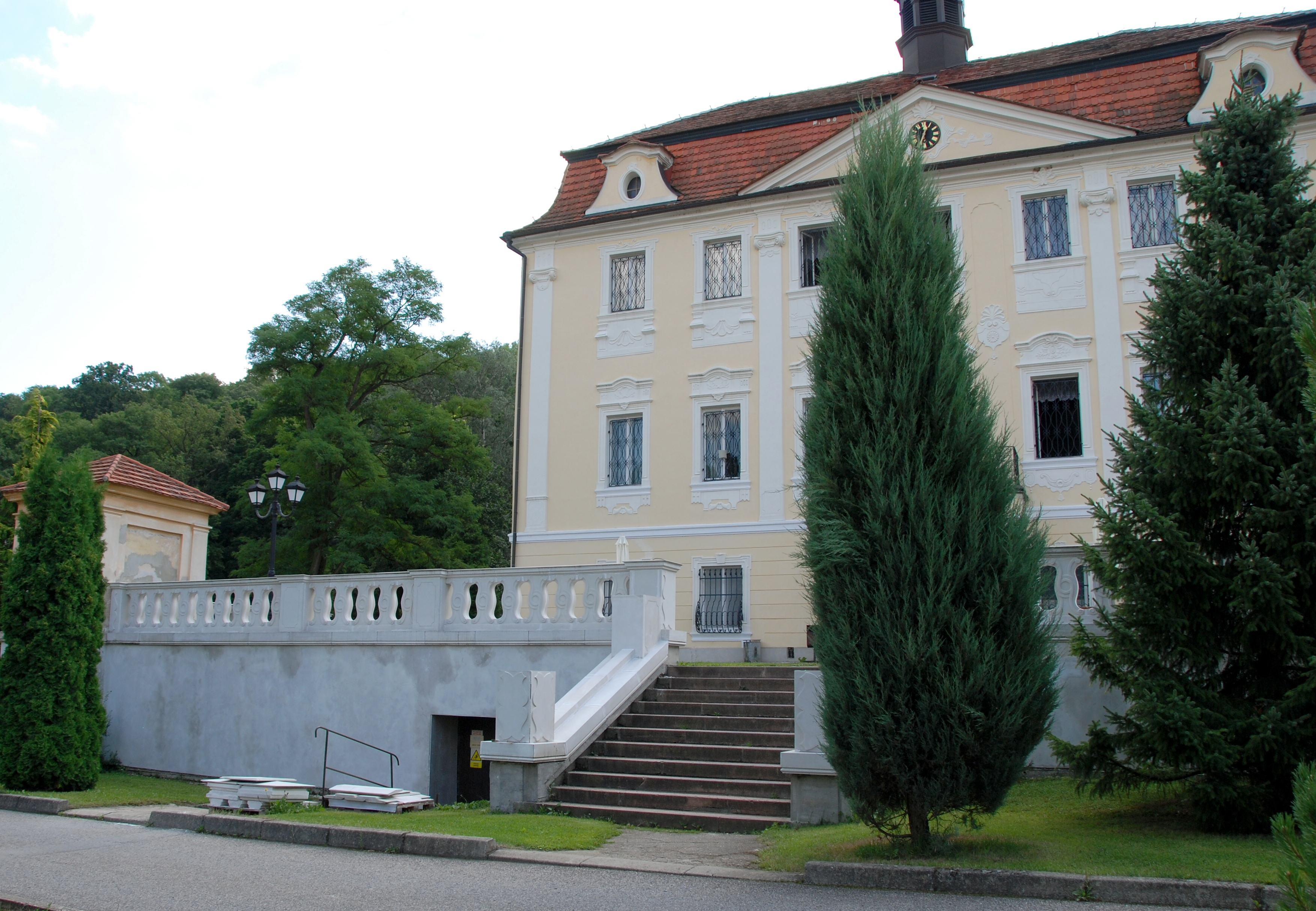
Severní strana zámku

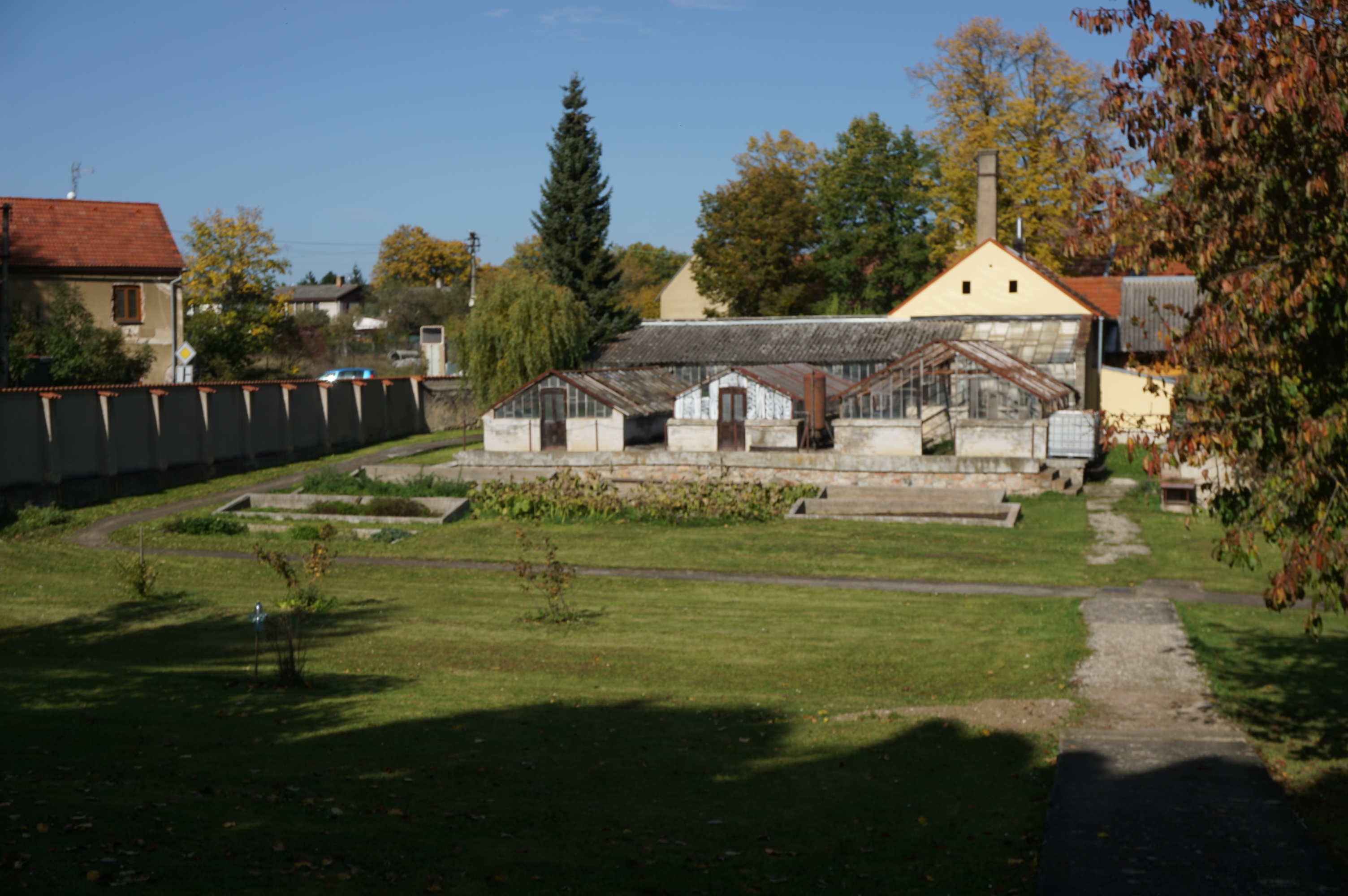
Zahrada

Václav Karel ze Svárova roku 1532 převedl majetek (Suchomasty se dvorem a tvrzí, část Svinaří, dvůr ve Vinařicích a podací právo v Borku) na své syny Petra a Jiřího. Z nich se později jediným držitelem statku stal Petr, který se oženil s Marianou z Losu. Zemřel v roce 1562 a majetek po něm zdědil syn Václav, který statek rozšířil o Osek. V roce 1598 přenechal Suchomasty svému synovi Petrovi Tobiáši ze Svárova, který je o dva roky později prodal Justýně Pešíkové z Lažan. Po její smrti panství zdědili Václav Pešík, Karel Plot z Konařin a jeho manželka Anna z Komárova a sestry Dorota a Kateřina z Komárova. Karel Plot ostatní vyplatil, a v roce 1609 se tak stal jediným majitelem. Vzápětí statek prodal Adamu Pintovi Bukovanskému z Bukovan. Některý z majitelů nechal během šestnáctého století starou tvrz přestavět v renesančním slohu.
Adam Pinta se zúčastnil stavovského povstání v letech 1618–1620, za což byl odsouzen ke konfiskaci majetku. Suchomasty poté jako úhradu své pohledávku u královské komory získala Dorota Říčanská ze Sulevic. Časté průchody vojsk během třicetileté války však způsobily, že panství postupně zpustlo. Dorota zemřela v roce 1634 a její majetek zdědil Václav Vilém z Talmberka a na Prčici s manželkou Evou Talmberskou z Chýnova. Jejich příbuzným potom Suchomasty patřily až do roku 1693, kdy je Eleonora Renata z Tamberka, rozená de Lasaga, prodala Václavu Arnoštu Markvartovi z Hrádku. Začátkem osmnáctého století panství získal Kazimír Ferdinand z Kupperwaldtu a roku 1711 je rozšířil o Vinařice.
V roce 1730 statek koupil hrabě Václav z Bubna, který nejspíše ve druhé polovině osmnáctého století nechal na místě staré tvrze postavit barokní zámek. Z dalších majitelů podobu sídla ovlivnil Matyáš Novák, který v letech 1827–1835 u zámku založil anglický park a po roce 1918 manželé Richard a Elvíra Elbognovi, za nichž proběhly zejména úpravy interiéru. Některé úpravy z dvacátého století měly novobarokní charakter. Ve druhé polovině dvacátého století zámek patřil okresnímu národnímu výboru v Berouně, který jej využíval jako domov důchodců. Na začátku 21. století byl zámek opraven pro potřeby Ústavu pro mentálně postiženou mládež.

## Stavební podoba
Hlavní zámecká budova má obdélníkový půdorys, dvě patra a mansardovou střechu. Dovnitř vede průjezd zaklenutý plackovými klenbami oddělenými dvojitými pásy. Vstup do vyšších pater umožňuje schodiště s valenými a plackovými klenbami. Při úpravách manželů Elbognových vznikla v přízemí velká hala a schodiště s některými místnostmi v prvním patře byly obložené leštěným dubovým dřevem.
Součástí památkově chráněného areálu je správní budova, kaple, špýchar, park, zahrada a ohradní zeď s bránou. V parku stojí arkádová sala terrena z doby okolo roku 1800. Ze stejné doby pochází i samostatně stojící kaple s mansardovou střechou a interiérem sklenutým plackovou klenbou. Budova dvoupatrového špýcharu je ze sedmnáctého století a její dominantou je volutový štít.